# Крощинский, Фёдор Владимирович
Фёдор Владимирович Крощинский (род. 27 марта 2002, Москва) — российский хоккеист, защитник.

## Биография
Родился в Москве 27 марта 2002 года. Хоккеем начал заниматься в школе московского «Динамо», а затем перебрался в ЦСКА.
С 2018 года выступал в молодёжной хоккейной лиге за ХК «Капитан» из Ступино. Провёл за эту команду три сезона.
В 2021 году был заигран в ВХЛ за ХК «Ростов». Сыграл 27 матчей в регулярном чемпионате и 3 игры в плей-офф, сделал две результативные передачи.
С сезона 2021/22 года игрок ХК «Сочи». Дебютную игру в КХЛ провёл 5 января 2022 года против нижегородского «Торпедо». Первую шайбу в лиге забросил 12 ноября 2022 года в домашней игре против «Торпедо» (3:5). 10 декабря 2024 был арендован «Нефтехимиком».